# Sara Rask
Sara Rask (* 16. März 2000 in Sollentuna) ist eine schwedische Skirennläuferin. Sie ist auf die Disziplinen Riesenslalom und Slalom spezialisiert. 2020 wurde sie Juniorenweltmeisterin im Riesenslalom.

## Biografie
Rask stammt aus Sollentuna bei Stockholm und absolvierte das Skigymnasium in Malung. Als 16-Jährige nahm sie ab November 2016 an FIS-Rennen teil, wobei sie sich von Anfang an auf die technischen Disziplinen konzentrierte. Der erste Sieg auf dieser Stufe gelang ihr bereits im Januar 2017. Zwei Monate später errang sie den schwedischen Slalom-Meistertitel der Juniorinnen. Ihren ersten Einsatz im Europacup hatte sie am 29. November 2017 im Slalom von Funäsdalen, erstmals in die Punkteränge fuhr sie am 13. Januar 2018 mit Platz 14 im Slalom von Zell am See, fünf Wochen später folgte mit Rang 9 im Slalom von Bad Wiessee die erste Top-10-Platzierung. Ihr Weltcup-Debüt hatte sie am 9. März 2018 im Riesenslalom von Ofterschwang, wo sie Platz 42 belegte.
Im Winter 2018/19 etablierte sich Rask allmählich im Europacup und klassierte sich mehrmals unter den besten zehn. Zum Abschluss der Saison gewann sie den schwedischen Meistertitel im Riesenslalom. Die Europacupsaison 2019/20 verlief für sie sehr erfolgreich. Am 29. und 30. November 2019 entschied sie in Trysil sowohl den Riesenslalom als auch den Slalom für sich. Im weiteren Verlauf des Winters folgten zwei zusätzlich Podestplätze und entschied die Riesenslalom-Disziplinenwertung für sich (mit einem Punkt Vorsprung auf Doriane Escané). Unmittelbar vor dem Abbruch der Saison aufgrund der COVID-19-Pandemie gewann sie bei den Juniorenweltmeisterschaften 2020 in Narvik die Riesenslalom-Goldmedaille.
Weltcuppunkte holte Rask erstmals am 12. Januar 2021 mit Platz 30 im Slalom von Flachau.

## Erfolge

### Weltcup
- 1 Platzierung unter den besten 30

### Weltcupwertungen
| Saison  | Gesamt | Gesamt | Abfahrt | Abfahrt |
| Saison  | Platz  | Punkte | Platz   | Punkte  |
| ------- | ------ | ------ | ------- | ------- |
| 2020/21 | 126.   | 1      | 56.     | 1       |

### Europacup
- Saison 2018/19: 10. Slalomwertung
- Saison 2019/20: 4. Gesamtwertung, 1. Riesenslalomwertung, 6. Slalomwertung
- Saison 2020/21: 6. Gesamtwertung, 3. Slalomwertung
- 5 Podestplätze, davon 2 Siege:

| Datum             | Ort    | Land     | Disziplin    |
| ----------------- | ------ | -------- | ------------ |
| 29. November 2019 | Trysil | Norwegen | Riesenslalom |
| 30. November 2019 | Trysil | Norwegen | Riesenslalom |

### Nor-Am Cup
- Saison 2022/23: 3. Slalomwertung, 12. Gesamtwertung, 14. Riesenslalomwertung
- 8 Podestplätze, davon 2 Siege:

| Datum          | Ort      | Land               | Disziplin    |
| -------------- | -------- | ------------------ | ------------ |
| 3. Januar 2023 | Stratton | Vereinigte Staaten | Slalom       |
| 2. Januar 2024 | Stratton | Vereinigte Staaten | Riesenslalom |

### Juniorenweltmeisterschaften
- Åre 2017: 19. Slalom, 22. Riesenslalom
- Davos 2018: 6. Slalom, 16. Riesenslalom
- Val di Fassa 2019: 8. Slalom
- Narvik 2020: 1. Riesenslalom

### Weitere Erfolge
- 1 schwedischer Meistertitel (Riesenslalom 2019)
- 1 schwedischer Juniorenmeistertitel (Slalom 2017)
- 13 Siege in FIS-Rennen